# Giuliano Cesarini (1466-1510)
Giuliano Cesarini (Roma, 20 de mayo de 1466-ibid., 1 de mayo de 1510) fue un eclesiástico italiano.  

## Biografía

### Familia
Nacido en Roma, fue hijo de Gabriele Cesarini, gonfaloniero del pueblo romano, y de Giuliana (o Godina) Colonna, de la influyente familia de los Colonna.  
De sus hermanos, Giangiorgio fue también gonfaloniero, Gianandrea se casó con Gerolama Borgia, hija del papa Alejandro VI, y Pierpaolo fue padre de Alessandro, que también llegó a ser cardenal.  Tuvo además tres hermanas: Antonia, Caterina y Livia.
Por la rama paterna fue sobrino nieto del cardenal Giuliano Cesarini, aunque no llegó a conocerle pues nació veinte años después de su muerte.

### Carrera eclesiástica
Era protonotario apostólico y canónigo de San Pedro cuando Alejandro VI le creó cardenal en el consistorio del 20 de septiembre de 1493; recibió el título de SS Sergio y Baco.  
Fue uno de los prelados que se mantuvo fiel al papa cuando durante la guerra italiana de 1494-1498 los cardenales Bilhères, Sforza, Lonati, Della Rovere, Colonna, Savelli, Sanseverino y Perault intentaban persuadir al rey Carlos VIII de Francia para que le depusiera.
Considerado en esta época como «joven de poca reputación en la corte», era uno de los cardenales con menores ingresos económicos, con 2000 ducados anuales de renta.  En 1496 fue nombrado abad comendatario de San Miguel de Cuixá y en 1500 administrador apostólico de Ascoli Piceno, aunque nunca residió en su abadía ni en su diócesis, rigiéndolas por medio de vicarios, y en 1503 arcipreste de Santa María la Mayor y diácono de Santo Angelo en Peschería.
Participó en los cónclaves de septiembre y octubre de ese mismo año en los que fueron elegidos papas Pío III y Julio II, y desde 1505 fue abad de Nonantola tras la renuncia de Galeotto Franciotti della Rovere.  
En 1506-07 formó parte del séquito papal en la expedición militar organizada por Julio II para recuperar para los Estados Pontificios las ciudades de Perugia y Bolonia, respectivamente en poder de Gian Paolo Baglioni y Giovanni II Bentivoglio.  
Las noticias sobre sus últimos años son escasas.  Muerto en Roma en 1510 a los cuarenta y cuatro de edad después de varios días enfermo, fue sepultado en la Basílica de Santa María en Aracoeli.